# Mycoplasmataceae
Mycoplasmataceae è una famiglia di batteri, unica famiglia dell'ordine Mycoplasmatales. 
Essa comprende quattro generi: 
- Allobaculum
- Eperythrozoon
- Mycoplasma
- Ureaplasma

Nel 1967 l'ordine dei Mycoplasmatales è stato incorporato nella classe dei Mollicutes.